# Dreams in Formaline
Dreams in Formaline debitantski je studijski album industrial gothic metal-sastava Omega Lithium. Album je 18. rujna 2009. objavila diskografska kuća Drakkar Entertainment.

## Popis pjesama
Tekstovi: Zoltan Harpax, osim gdje je navedeno drugačije, glazba: Malice Rime.
| 1.    | »Infest«              |                     | 2:53 |
| 2.    | »Stigmata«            |                     | 3:48 |
| 3.    | »My Haunted Self«     |                     | 3:32 |
| 4.    | »Dreams in Formaline« |                     | 3:20 |
| 5.    | »Andromeda«           | Malice Rime         | 3:29 |
| 6.    | »Nebula«              |                     | 3:58 |
| 7.    | »Snow Red«            |                     | 3:38 |
| 8.    | »Hollow March«        |                     | 3:22 |
| 9.    | »Factor: Misery«      |                     | 3:31 |
| 10.   | »Angel's Holocaust«   | Rime, Mya Mortensen | 3:20 |
| 11.   | »Point Blank«         |                     | 3:57 |
| 39:20 |                       |                     |      |

| 12. | »Ocean Dream« | 3:23 |

## Zasluge
Omega Lithium
- Mya Mortensen – vokali
- Malice Rime – prateći vokali, gitara, klavijature, miksanje
- Zoltan Harpax – bas-gitara
- Torsten Nihill – bubnjevi, udaraljke

Ostalo osoblje
- Seth Siro Anton – naslovnica, layout
- Victor Love – produkcija, snimanje, miksanje
- Vincent Sorg – mastering
- Dan Rolli – dizajn
- Enrico Caputo – fotografije